# Tony Puletua

a Compétitions nationales et continentales officielles uniquement.

b Matchs officiels uniquement.
Tony Puletua, né le 25 juin 1979 à Auckland, est un joueur de rugby à XIII néo-zélandais et samoan  évoluant à différents postes (deuxième ligne ou pilier) dans les années 1990 et 2000. Il a été sélectionné en sélection néo-zélandaise et sélection samoane, participant avec la première à la coupe du monde 2000 et avec la seconde à la coupe du monde 2008. En club, il a débuté en 1998 à Penrith Panthers en National Rugby League où il est resté près de dix années avant de rejoindre la Super League et St Helens RLFC en 2009.